# Komadine
Komadine (cyr. Комадине) – wieś w Serbii, w okręgu morawickim, w gminie Ivanjica. W 2011 roku liczyła 161 mieszkańców.